# مساكن شاطئ جميرا

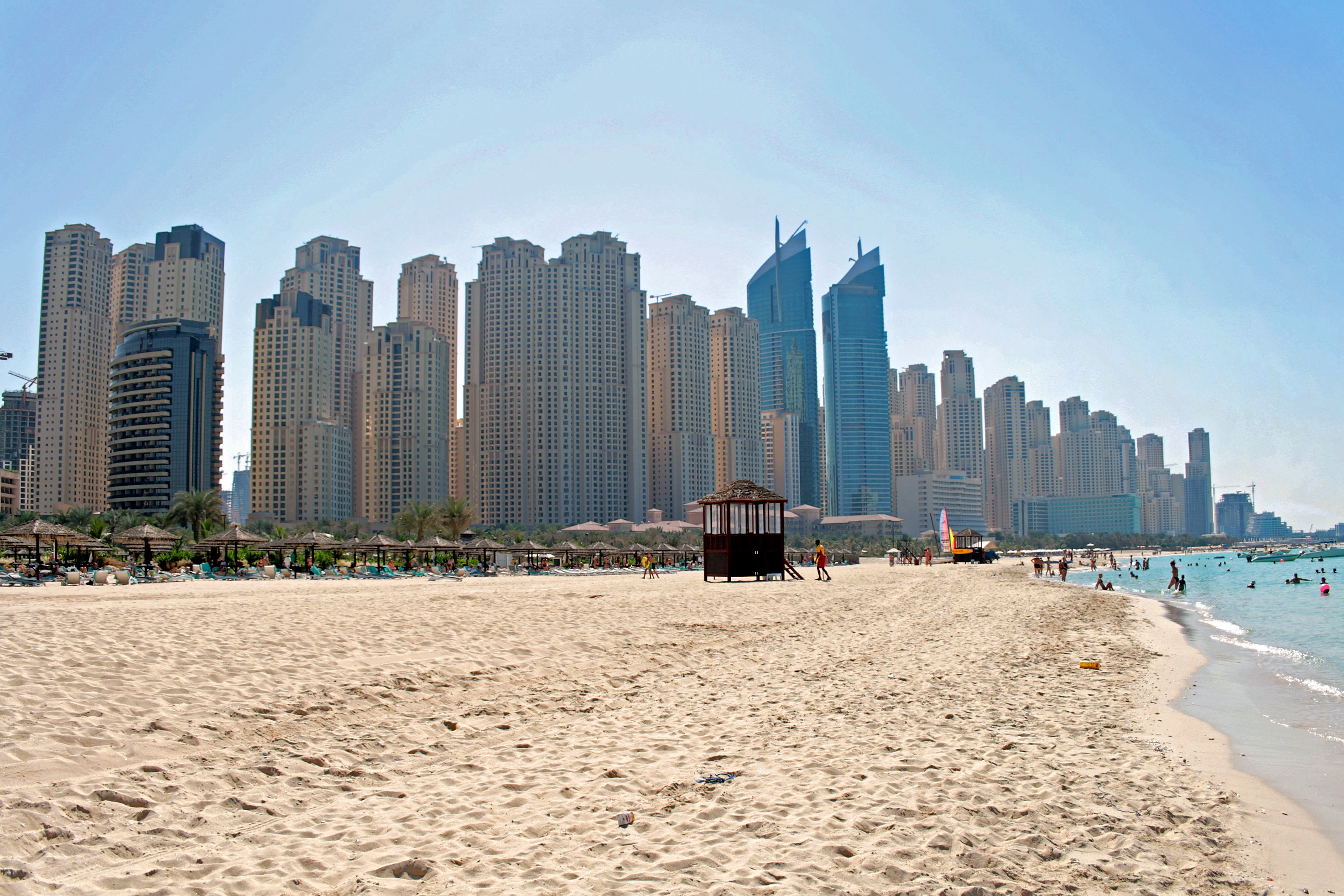

مساكن شاطئ جميرا أو جميرا بيتش ريزيدنس تمتد لمسافة 1.7 كيلومتر (1.06 ميل)، ومليوني متر مربع (22 مليون قدم مربع) إجمالي المساحة الأرضية الواقعة على الواجهة البحرية المواجهة لدول الخليج العربي في مارينا بدبي، في الإمارات العربية المتحدة. وتعد أكبر مرحلة فردية لتطوير المساكن في العالم وتحتوى على 40 برجًا (منها 36 برجًا سكنيًا وأربعة فنادق). كما تتسع مساكن شاطئ الجميرة لحوالي 10 آلاف ساكن يعيشون في الشقق وغرف الفنادق.

## ذا بيتش "الشاطئ"
الشاطئ في مساكن شاطئ جميرا هو مجمّع تجاري أنشأتها شركة "مِراس القابضة" على الشاطئ أمام جي بي آر. وهي شركة مملوكة للشيخ محمد بن راشد آل مكتوم، نائب رئيس الدولة ورئيس مجلس الوزراء وحاكم دبي. يتكون المشروع من أربع ساحات رئيسية مميزة، ويشغل الجزء الأكبر من الواجهة البحرية بين فندقيّ الهيلتون والشيراتون، كما يضم عدة طوابق لمواقف السيارات إلى جانب سبعين متجرًا ومطعمًا ومقهى، إضافةً إلى مرافق ترفيهية.
يوفر ذا بييتش إطلالة على "عين دبي" (المعروف سابقًا باسم "دبي آي")، وهي عجلة مراقبة تقع جزيرة بلوواترز" وهي جزيرة اصطناعية.

## انظر أيضاً

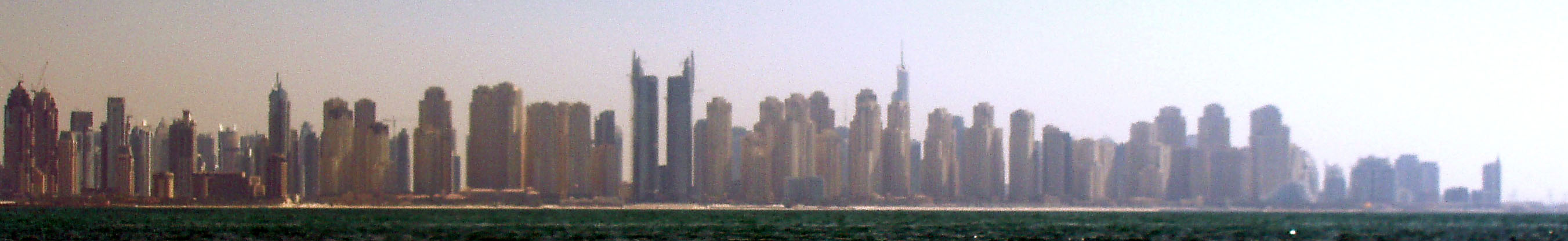
جميرا بيتش من البحر